# TVダイジェスト
『TVダイジェスト』（テレビダイジェスト）は、テレビ朝日系列局ほかで放送されていたテレビ朝日制作の情報バラエティ番組である。テレビ朝日系列局では1994年10月23日から1995年3月19日まで、毎週日曜 20:00 - 20:54 （日本標準時）に放送。
番組は、日曜19時台に放送されていた『クイズ庭付き一戸建て』および『象印ニュースクイズ パンドラタイムス』（双方ともクイズ番組で後者はクイズ形式の情報バラエティー番組でもあった）とともに半年で終了した。番組の終了後、日曜19時台と日曜20時台は統合されて2時間の単発特別番組枠『ザ・スーパーサンデー』となった。

## 出演者
- 楠田枝里子 - ナビゲーター。
- ヒロミ
- 高橋英樹
- 荒川強啓
- シェイプUPガールズ
- ほか

## ネット局
| 放送対象地域  | 放送局           | 系列                          | ネット形態 |
| ------------- | ---------------- | ----------------------------- | ---------- |
| 関東広域圏    | テレビ朝日       | テレビ朝日系列                | 制作局     |
| 北海道        | 北海道テレビ     | テレビ朝日系列                | 同時ネット |
| 青森県        | 青森朝日放送     | テレビ朝日系列                | 同時ネット |
| 宮城県        | 東日本放送       | テレビ朝日系列                | 同時ネット |
| 秋田県        | 秋田朝日放送     | テレビ朝日系列                | 同時ネット |
| 山形県        | 山形テレビ       | テレビ朝日系列                | 同時ネット |
| 福島県        | 福島放送         | テレビ朝日系列                | 同時ネット |
| 山梨県        | 山梨放送         | 日本テレビ系列                | 遅れネット |
| 新潟県        | 新潟テレビ21     | テレビ朝日系列                | 同時ネット |
| 長野県        | 長野朝日放送     | テレビ朝日系列                | 同時ネット |
| 静岡県        | 静岡朝日テレビ   | テレビ朝日系列                | 同時ネット |
| 石川県        | 北陸朝日放送     | テレビ朝日系列                | 同時ネット |
| 福井県        | 福井放送         | 日本テレビ系列 テレビ朝日系列 | 遅れネット |
| 中京広域圏    | 名古屋テレビ     | テレビ朝日系列                | 同時ネット |
| 近畿広域圏    | 朝日放送         | テレビ朝日系列                | 同時ネット |
| 広島県        | 広島ホームテレビ | テレビ朝日系列                | 同時ネット |
| 山口県        | 山口朝日放送     | テレビ朝日系列                | 同時ネット |
| 香川県 岡山県 | 瀬戸内海放送     | テレビ朝日系列                | 同時ネット |
| 徳島県        | 四国放送         | 日本テレビ系列                | 遅れネット |
| 愛媛県        | 南海放送         | 日本テレビ系列                | 遅れネット |
| 高知県        | 高知放送         | 日本テレビ系列                | 遅れネット |
| 福岡県        | 九州朝日放送     | テレビ朝日系列                | 同時ネット |
| 長崎県        | 長崎文化放送     | テレビ朝日系列                | 同時ネット |
| 熊本県        | 熊本朝日放送     | テレビ朝日系列                | 同時ネット |
| 大分県        | 大分朝日放送     | テレビ朝日系列                | 同時ネット |
| 鹿児島県      | 鹿児島放送       | テレビ朝日系列                | 同時ネット |

- なお、南海放送を除く[注釈 4]遅れネット4局はこの番組の後番組として木曜ドラマの遅れネットを開始することになった[注釈 5]。